# Рекламная кампания

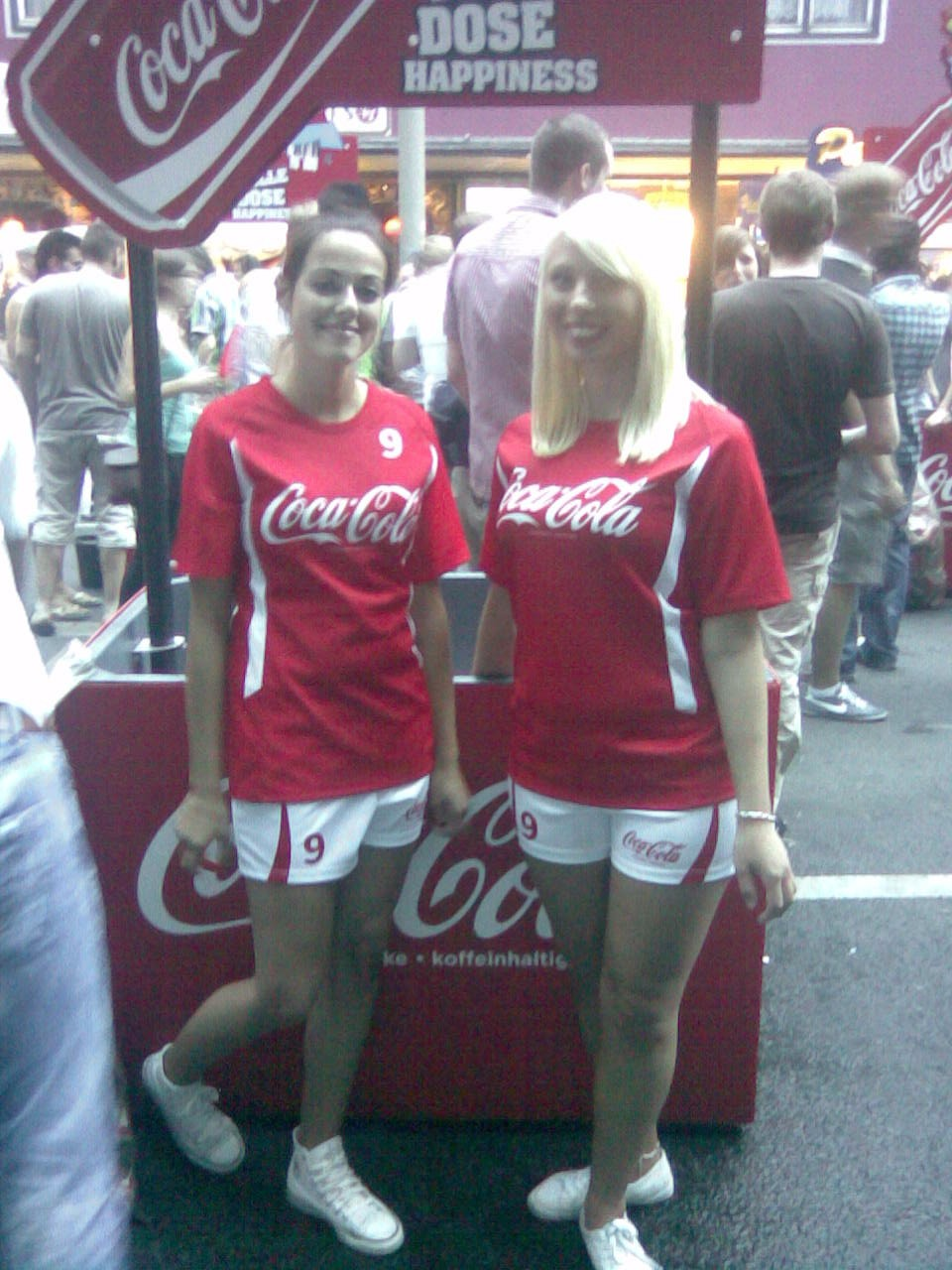
Пример рекламной кампании Кока-Колы

Рекламная кампания — это целенаправленная система спланированных рекламных мероприятий, объединённых одной идеей и концепцией для достижения конкретной маркетинговой цели в рамках согласованной маркетинговой стратегии рекламодателя, в установленные предварительным анализом период времени, область действия, рынок и целевую аудиторию.

## Предпосылки рекламной кампании
Рекламная кампания может преследовать различные цели. Подготовка кампании может быть вызвана необходимостью выхода на новые рынки, появлением новой продукции, отличной от привычного ассортимента; изменением рыночной ситуации (например, снижением платежеспособности или появлением конкурентного товара). Кроме того, причинами могут быть изменение деятельности компании, ребрендинг, коррекция имиджа, а также дополнительное привлечение торговых посредников, напоминание потребителям о товаре.

## Основные цели
Основными целями рекламных кампаний являются развитие у покупателей эффекта узнавания и припоминания товара, соответствующей степени информированности о продукции, положительного имиджа производителя (продавца), необходимости в приобретении продукции и увеличение спроса на продукцию, привлечение новых и одновременно удержание имеющихся потребителей.
Цели можно объединить в три группы: имиджевые, стимулирующие и стабилизирующие.

## Виды рекламных кампаний
Рекламные кампании можно разделить на виды по разным признакам, включая цель (предпосылку), краткосрочность или долгосрочность, степень охвата рынка и так далее.
Кампания может быть как локальной или даже скрытой, так и региональной, национальной, международной и глобальной. У кампаний разный уровень изменения интенсивности: если мероприятия распределяются по времени через равные промежутки (например, раз в неделю), то говорят о ровной кампании; если же интенсивность кампании нарастающая или нисходящая, то это подкрепляется постепенным увеличением (или снижением) объёма поставок рекламируемого товара. Нисходящая интенсивность считается оптимальной при ограниченном количестве рекламируемого товара.
По направленности кампания может быть как целевой или нишевой, так и массовой (для широких слоёв общественности).
Мономедийная кампания проходит только в одном СМИ, в противном случае говорят о «медиамиксе», затрагивающем СМИ в комплексе. По диапазону использования видов рекламной деятельности различают специализированные, комбинированные и комплексные кампании.
Если кампания охватывает один сегмент рынка, то её называют сегментированной, если сегментов несколько — то агрегатированной, а при полном охвате — тотальной.

## Этапы рекламной кампании
Основные (без учёта продолжительности кампании):
- Подготовительный этап
  - Планирование
  - Разработка
  - Подготовка к публикации
- Кульминационный этап
  - Организация рекламных мероприятий
- Заключительный этап.
  - Контроль
  - Корректировка[1][6].

Другой краткий вариант этапов:
1. Маркетинговый и рекламный аудит;
2. Копирайтинг (стратегия, идеи и текст);
3. Дизайн и форматирование;
4. Тестирование[1].

Подробный вариант этапов:
1. определение цели кампании;
2. определение и изучение целевой аудитории воздействия;
3. формирование предварительного бюджета;
4. назначение ответственных лиц;
5. определение основной идеи и разработка на её основе концепции рекламной кампании;
6. определение средств рекламы и выбор оптимальных каналов коммуникации;
7. разработка рекламных обращений и мероприятий других форм маркетинговых коммуникаций;
8. формирование окончательного бюджета рекламной кампании;
9. составление детального плана проведения мероприятий;
10. производство рекламоносителей, закупка места и времени для размещения рекламных материалов;
11. практическая реализация рекламной кампании;
12. анализ эффективности рекламной кампании[1][4].

## Таргетированная рекламная кампания
Когда организация начинает строить свою рекламную кампанию, ей необходимо исследовать каждый аспект своего целевого рынка и целевого потребителя. Целевой потребитель — это лицо или группа людей, которые с наибольшей вероятностью совершат покупку у организации, его также называют «потенциальным покупателем». Целевого потребителя можно классифицировать по нескольким ключевым характеристикам: пол, возраст, профессия, семейное положение, географическое положение, поведение, уровень дохода и образования, чтобы назвать основные факторы. Этот процесс называется сегментированием клиентов по демографическому признаку.

## Модели рекламных кампаний
- Модель «эффективной частоты», при которой частота контактов потребителя с рекламой, приводящая к приобретению рекламируемого продукта, достигает заданной вероятности
- STAS-модель (англ. short team advertising strenght), предполагающая один контакт потребителя с рекламой в преддверии приобретения.
- CMDS-модель рассчитывает показатели времени, вложения и долговечности продукта для достижения определенного уровня продукта, то есть эффективность рекламной кампании в рамках суммы бюджета, превышение которого не приведет к эффективности.
- Блиц-модель, перехватывающая оппонентов на рынке постоянным доминированием.
- Модель постепенного уменьшения рекламного бюджета
- Модель постоянного увеличения рекламного бюджета
- Короткая блиц-модель (для продуктов с небольшим циклом жизни, например, видеофильмы)[6][7].